# Забалка (Олександрія)
Забалка — місцевість в Олександрії, частина Перемозького мікрорайона.

## Розташування
Забалка це народна назва місцевості, що знаходиться на південному-заході мікрорайону Перемога і відокремлена від решти кварталів великою балкою, тобто квартали починаючи з вулиці Катерини Білокур. На півдні місцевості знаходиться колишнє село Вербова Лоза (включене до складу міста 1971 р.).
З південно-східного боку масив обмежується дорогою на Нову Прагу (автошлях Т 1205).

## Історія
Селище Перемога виникло у другій половині 1940-их років як робітниче поселення у зв'язку з інтенсивним розвитком промисловості міста, у першу чергу — буровугільної. Поруч із селищем розташовувалися такі підприємства як Олександрійська ТЕЦ 1-2, Байдаківська брикетна фабрика, Байдаківський вугільний розріз. Пізніше селище було приєднане до Олександрії.

## Опис
Забалка це малоповерхова приватна житлова забудова переважно 1950-70-х років. На західній околиці масиву знаходиться міське, так зване, Верболозівське кладовище, на південному сході, з іншого боку Новопразького шосе — ставок